# Hasso Preiss
Pour les articles homonymes, voir Preiss.
Hasso Preiss, nom de scène de Hasso Prietzel (né le 31 mars 1902, mort en mai 1983) est un producteur, scénariste, réalisateur, acteur de cinéma allemand.

## Biographie
À 19 ans, Hasso Prietzel fonde sa propre petite société de production cinématographique à Berlin, Prietzel-Film GmbH, avec lui-même et Carl Gottlieb Brunner comme directeurs généraux. En 1928, désormais sous le nouveau nom de Hasso Preiss (également Preiß, plus rarement Preis), il apparaît pour la première fois dans un long métrage (avec une contribution scénaristique en tant que collaborateur de sa collègue plus expérimentée Marie Luise Droop (de)).
Au début du Troisième Reich, Preiss travaille régulièrement comme réalisateur et tourne principalement des courts métrages. Preiss réalise des longs métrages à deux reprises, dans les films de divertissement Glück im Schloß et L'amour et Die Liebe und die erste Eisenbahn, produits par Robert Neppach. Il se consacre ensuite pendant de nombreuses années à la production de films industriels et commerciaux.
À un âge avancé, Preiss, qui vit à Munich après 1945, fait un autre changement de carrière au sein de l'industrie cinématographique et désormais apparaît devant la caméra dans de petits rôles. Dans les années 1970, il apporte une touche comique à un grand nombre de films érotiques réalisés dans la grande région de Munich, en étant parfois lui-même un des mecs lubriques et idiots.

## Filmographie
Comme réalisateur
- 1928 : Was ist los mit Nanette? (de) (juste coscénariste)
- 1933 : Alles für Anita (court métrage)
- 1933 : Mister Herkules (court métrage)
- 1933 : Wenn Männer kochen (court métrage)
- 1933 : So leben wir alle Tage (court métrage)
- 1933 : Glück im Schloß (long métrage)
- 1934 : Die Liebe und die erste Eisenbahn (long métrage)
- 1940 : Der Imbert-Generator (coréalisateur), (court métrage publicitaire)

Comme acteur
- 1965 : Liebe nicht ausgeschlossen (TV)
- 1968 : Le Canard sera servi bien cuit (de)
- 1969 : Hourra, l'école est en feu !
- 1970 : Les Cancres sont lâchés (de)
- 1971 : J'ai avorté, monsieur le Procureur
- 1971 : Der Kommissar: Tod eines Ladenbesitzers (téléfilm)
- 1971 : Les Carottes mécaniques (de)
- 1972 : Vendredi sanguinaire
- 1972 : Elles trouvent toujours le temps pour ça (de)
- 1972 : Salons de massage (de)
- 1972 : Les 69 Dalmatiennes (de)
- 1972 : Les Savoureuses
- 1972 : Filles en chaleur
- 1973 : C'est la queue du chat qui m'électrise
- 1973 : Les Indécentes (de)
- 1973 : Les Ballets roses
- 1973 : Les Voluptueuses (de)
- 1973 : Y'a pas de mal à se faire plaisir (de)
- 1973 : Gretchen sans uniforme
- 1973 : Laissez les fesses faire (de)
- 1974 : Hey Marie, ich brauch mehr Schlaf, auf ins blaukarierte Himmelbett (de)
- 1975 : Mei Hos’ ist in Heidelberg geblieben (de)
- 1977 : Jeux d'amour au collège (de)
- 1977 : Inspecteur Derrick : Responsabilité partagée (un épisode de la série télévisée)
- 1978 : Ballets roses au Tyrol
- 1979 : Lucky Star (de)
- 1980 : Ein Kaktus ist kein Lutschbonbon (de)
- 1981 : Polizeiinspektion 1 (de): Rosenmontag (un épisode de la série télévisée)